# 関口佐智子
関口 佐智子（せきぐち さちこ、1969年11月17日 - ）は東京都出身の日本の柔道家。66kg級の選手。身長167cm。娘は78㎏級の池田紅。

## 人物
江戸川女子高校2年の時に、都道府県対抗全日本女子柔道大会に東京都代表で天野安喜子や田辺陽子などとともに出場して優勝を飾った。高校選手権の61kg級では5位にとどまった。3年の時には都道府県対抗全日本女子柔道大会で2連覇を飾った。強化選手選考会の66kg級では決勝まで進むが、小佐野中学3年の阿部由記子に敗れた。
国際武道大学2年の時には強化選手選考会の66kg級決勝で釜石南高校2年の阿部由記子に敗れて2位だった。3年の時には強化選手選考会の決勝で筑波大学2年の大石愛子に敗れた。4年の時には体重別の決勝で金沢女子大学教員の藤本涼子を破って優勝を飾った。環太平洋柔道選手権大会では2位にとどまった。正力杯では決勝で大石に敗れて2位だった。1992年には山形県教育委員会の所属となると、体重別では3位になった。

## 主な戦績
- 1986年　- 都道府県対抗全日本女子柔道大会　優勝
- 1987年 -　高校選手権　5位　61kg級
- 1987年　- 都道府県対抗全日本女子柔道大会　優勝
- 1987年　- 強化選手選考会 2位
- 1989年　- 強化選手選考会 2位
- 1990年　- 強化選手選考会 2位
- 1991年 -　体重別　優勝
- 1991年　- 環太平洋柔道選手権大会 2位
- 1991年　- 正力杯　2位
- 1992年 -　体重別　3位

(出典、JudoInside.com)